# Sebastian Judis
Sebastian Judis (* um 1981) ist ein ehemaliger deutscher Footballspieler.

## Leben
Judis’ Footballvereinskarriere begann 1996 in der Jugend der Berlin Bullets. Er spielte später zeitweilig an der Yorktown High School im US-Bundesstaat Indiana. Mit den Berlin Adlern gewann er 2004 die deutsche Meisterschaft, 2008 den EFAF Cup, 2009 die deutsche Meisterschaft sowie 2010 den Eurobowl. 2011 verließ der Wide Receiver den Erstligisten und schloss sich dem Verbandsligisten Neuruppin White Tigers an.
2005 wurde er mit der deutschen Nationalmannschaft Zweiter der Europameisterschaft sowie Sieger der World Games. 2007 kam er mit der Auswahl bei der Weltmeisterschaft auf den dritten Platz.
Er stieß 2016 zum Trainerstab seines Heimatvereins Berlin Bullets und übernahm dort die Betreuung der Wide Receiver.